# Київ (баскетбольний клуб)
«Київ» — український баскетбольний клуб із міста Києва, заснований 1999 року. Один із провідних клубів України початку 2000-х років.
БК Київ дворазовий чемпіон Суперліги України та фіналіст Кубку виклику ФІБА. 
У 2015 році клуб було розформовано.

## Історія
БК «Київ» створений у 1999 році з ініціативи Олександра Волкова, відомого українського баскетболіста, який грав у НБА за «Атланта Гокс». Він став президентом клубу та розпочав його активний розвиток. Перші роки команда формувалася з молодих українських гравців та кількох легіонерів. Спочатку БК «Київ» не претендував на найвищі місця в українській Суперлізі, але поступово набирав обертів.
Період з 2003 по 2008 став найуспішнішим в історії команди. «Київ» перетворився на одного з головних конкурентів «Будівельника» та «Азовмаша», залучивши сильних гравців, зокрема: Артура Дроздова (капітан команди та один із найкращих українських баскетболістів того часу), В'ячеслава Кравцова (майбутнього гравця НБА), Маркуса Фейсона (американського захисника), ДеТреа Лемонса, Денніса Латимера. 
З 2008 року почалися певні труднощі. Бюджет клубу зменшився, і він не зміг конкурувати з «Азовмашем» та «Будівельником». Попри це, БК «Київ» залишався серед лідерів українського баскетболу. У 2010-х роках команда робила ставку на виховання молодих українських гравців. Виступи в єврокубках стали менш успішними, але клуб продовжував брати участь у внутрішніх змаганнях.
У 2013 році клуб переживав серйозні фінансові проблеми через економічну кризу в Україні. Основний спонсор припинив фінансування, а Олександр Волков більше не міг утримувати команду на високому рівні.
У сезоні 2014/15 БК «Київ» ще виступав у Суперлізі, а після завершення сезону був офіційно розформований через фінансові труднощі.

## Досягнення
Чемпіонат України
- Чемпіон України (2): 2000, 2005
- Срібний призер чемпіонату України (6): 2001, 2002, 2004, 2006, 2007, 2008
- Бронзовий призер чемпіонату України (1): 2003

Кубок України
- Володар Кубка України (1): 2007
- Фіналіст Кубка України (3): 2006, 2008, 2010

Євровиклик ФІБА
- Срібний призер Кубку Виклику ФІБА (1): 2005
- Бронзовий призер Кубку Виклику ФІБА (1): 2006

## Відомі гравці
- Григорій Хижняк
- Станіслав Медведенко
- Максим Пустозвонов
- Олексій Печеров
- В'ячеслав Кравцов
- Артур Дроздов
- Дмитрий Забірченко
- Олександр Липовий
- Олександр Волков (Гравець, співзасновник клубу)
- Манучар Маркоішвілі
- Рімас Куртінайтіс
- Марсело Нікола
- Гері Ервін
- Майк Харріс
- Скуні Пенн
- Яніс Януліс
- Ратко Варда
- Юджин Джетер
- ЛаМарр Грір
- Kenan Bajramović